# El Bravo
El Bravo è stata una serie a fumetti di genere avventuroso pubblicata in Italia dalle Edizioni Torelli. La serie venne edita dal 1952 al 1955, divisa in due serie, la prima di 88 e la seconda di 94 numeri ed è incentrata sulle avventure di un giustiziere mascherato e venne scritta da Gian Giacomo Dalmasso e disegnata da Franco Bignotti e Ferdinando Tacconi; in appendice presentava storie di altri autori. Fu uno dei principali successi dell'editore. Tra il 1953 e il 1955 la serie fu pubblicata anche in Germania Ovest dalla casa editrice Walter Lehning Verlag.